# De Born
De Born was van 1933 tot 1992 een conferentieoord voor vrouwen in Bennekom in de Nederlandse provincie Gelderland. Het gebouw aan de Bornweg is sinds 2002 een rijksmonument vanwege de cultuurhistorische waarde als voorbeeld van een rust- en vakantiehuis op de Veluwe uit de jaren 1930. Het heeft als vormingscentrum voor vrouwen een bijdrage geleverd aan de emancipatie van de vrouw en de ontwikkeling van het feminisme in Nederland.

## Geschiedenis
In 1932 kocht Liesbeth Ribbius Peletier een terrein van ongeveer 73 hectare ten oosten van de Selterskampweg in Bennekom. Later kocht ze er een aangrenzend perceel van circa 10 hectare bij. Ze liet er De Born bouwen, een studie- en ontspanningsoord voor vrouwen. In het begin was het centrum bestemd voor arbeidersvrouwen, leden van de Sociaal-Democratische Arbeiderspartij, de SDAP. Later kwamen deelnemers ook van buiten de sociaaldemocratische kring.

### Vrouwenemancipatie
Bepaalde stromingen in de SDAP waren in de eerste decennia van de twintigste eeuw vierkant tegen een vrouwenorganisatie in de partij, en de meeste mannen waren eenvoudigweg totaal niet geïnteresseerd. Vrouwen werden veelal niet serieus genomen. Hun taak lag in het gezin. Ze mochten op de SDAP stemmen en mochten niet mopperen als hun man voor de partij op pad was. De oprichting van de Sociaal-Democratische Vrouwen Propaganda Club, en in 1908 van de Bond van Sociaal-Democratische Vrouwenclubs, was een poging om op een georganiseerde manier aandacht te vragen voor de eigen eisen van vrouwen, en om de vrouwen te scholen in de socialistische beginselen. In de jaren twintig werd scholing de  belangrijkste activiteit. Naast politieke vorming was algemene ontwikkeling een belangrijk element. Vanaf 1925 werden in de zomer weekends voor vrouwen georganiseerd. Deze bijeenkomsten waren gericht op ontspanning, met een educatief tintje. De Bond hield af en toe ook scholingsweekenden voor de leidsters van de clubs, en kaderweken voor bestuurders.
Liesbeth Ribbius Peletier, die in 1925 secretaresse van de Bond werd, en in die hoedanigheid zitting kreeg in het partijbestuur van de SDAP, beschikte privé over de financiële middelen om in Bennekom een stuk grond te kopen en er een eigen "vakantiehuis" voor de Bond te bouwen. Een "Stichting tot het oprichten en/of exploiteeren van Vacantiehuizen" werd eigenaar. Het bestuur werd gevormd door leden van het Bondsbestuur. De stichting verhuurde het huis aan de Bond. Op die manier liep de Bond geen financieel risico en had de partij niets te zeggen over het huis. 
Op 22 juli 1933 werd De Born geopend door Mathilde Wibaut. In dat jaar vierde de Bond van Sociaal-Democratische Vrouwenclubs zijn 25-jarig bestaan. Mathilde Wibaut sprak bij de ingebruikname van het "verjaardagscadeau" de volgende woorden: 
De vrouwen der arbeidersklasse zijn niet verwend door veel mogelijkheden om hun aanleg en begaafdheid tot ontwikkeling te brengen. Voor de overgroote meerderheid van haar is het leven een aaneengeschakelde dagelijksche worsteling met dagelijksche zorgen of alledaagsche bezigheden. Hoe dikwijls lijdt de ziel armoede daarbij en klopt het hart van verlangen naar hoogere vervullingen. Uit dit besef is gegroeid wat wij noemen ons zomerwerk.(...) waar het hier gaat om een vorm van socialistische ontwikkeling, is het gewenst dat de vrouwen er als volkomen zelfstandige personen aan deelnemen. Hier ligt ook de reden waarom De Born het huis der vrouwen zal zijn...
Tussen 1933 en 1940 bezochten meer dan 8000 vrouwen De Born. Daarvan volgden er 600 een kaderscholing, de rest bezocht een algemene bijeenkomst. Die bijeenkomsten duurden drie dagen. 
Toen in 1940 de SDAP en de Bond werden opgeheven, kon De Born, als particuliere stichting, nog enige tijd doorwerken, al was het niet meer met politieke scholing. Tot eind 1942 werden op De Born kampen georganiseerd voor meisjes tussen 18 en 24 jaar, die voor drie maanden naar De Born kwamen en les kregen in algemeen vormende en huishoudelijke vakken, en die vooral – zonder dat het zo genoemd mocht worden – gevormd werden in 'socialistische gemeenschapszin.' Daarna werd De Born in gebruik genomen als hersteloord voor leden van de Weerbaarheidsafdeling, de ordedienst van de NSB.
Ook na de Tweede Wereldoorlog, tot in de jaren 1990 was De Born een bolwerk voor progressieve vrouwen. Vrouwenemancipatie en acceptatie van lesbiennes stond centraal. De Born werd bezocht door groepen als de Rooie Vrouwen, Vrouwen in de overgang (VIDO) en Blijf-van-mijn-lijf-huizen. Ook de Nederlandse Bond van Plattelandsvrouwen en groepen allochtone vrouwen bezochten het conferentieoord. Op de gastenlijst staan namen als Hedy d'Ancona, Liesbeth den Uyl, Elske ter Veld, Ien van den Heuvel en vele anderen vermeld.

## Gebouw
Het gebouw uit 1933 werd ontworpen door architect Piet Vorkink. Zijn opdracht was een gebouw te ontwerpen waarin vrouwen zich thuis voelden en waarvan een vormende werking uitging. De stijl waarin het huis gebouwd werd was zakelijk-expressionistisch. Ook de in 1956 bijgebouwde nieuwe vleugel was een ontwerp  van Vorkink. Bij het huis hoorde ook een bloemen- en kruidentuin. 
In 2002 werden huis en tuin aangewezen als rijksmonument.

## Natuurbeheer
In 1968 schonk Liesbeth Ribbius Peletier het gehele terrein rondom De Born aan Natuurmonumenten. In de jaren zeventig van de twintigste eeuw nam Staatsbosbeheer het gebied over.